# Alyn Smith

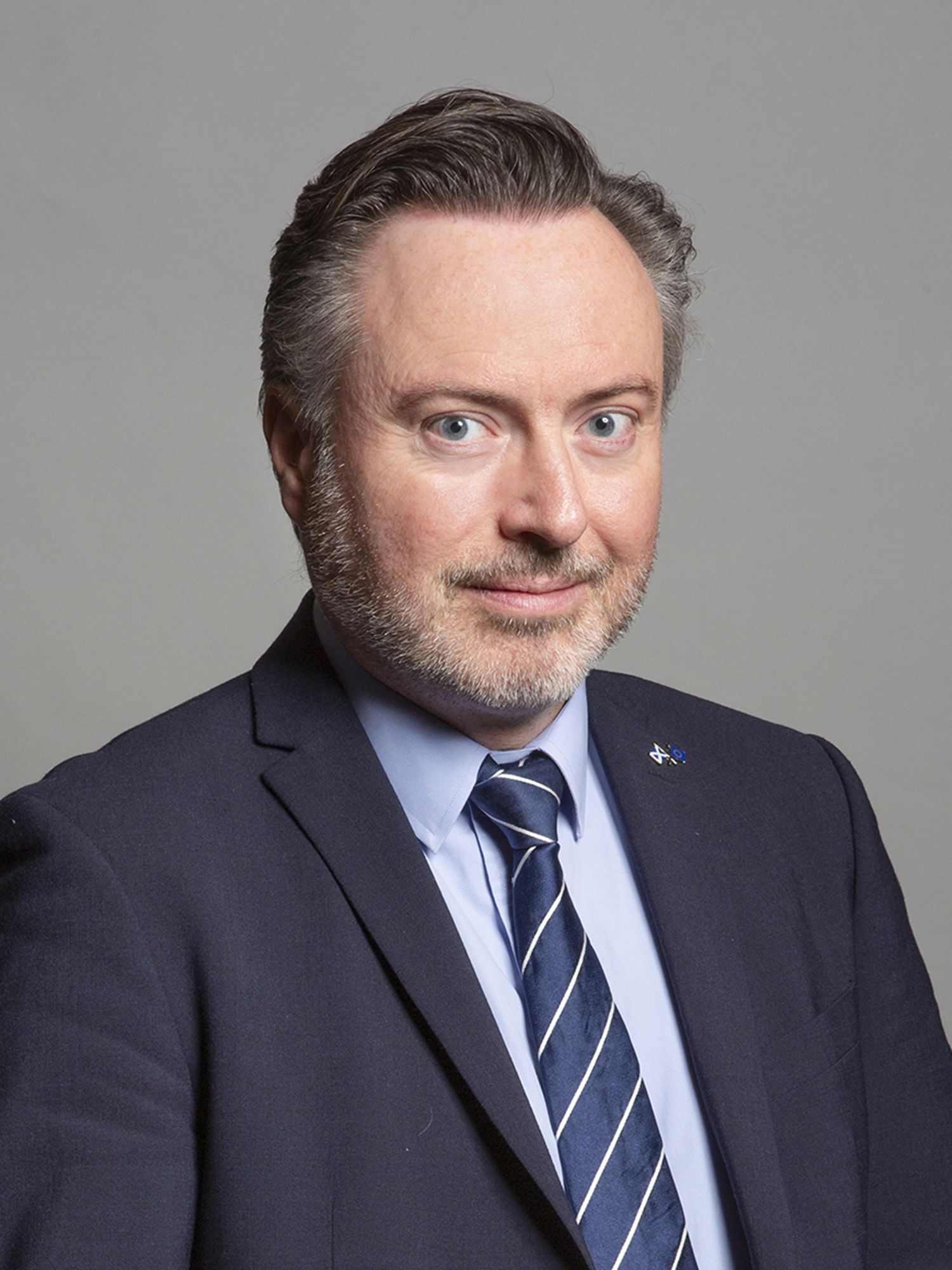
Alyn Smith

Alyn Smith (* 15. September 1973 in Glasgow) ist ein britischer Politiker der Scottish National Party und Unterhausabgeordneter, ab der Europawahl 2004 bis zum 12. Dezember 2019 war Smith Mitglied des Europäischen Parlaments, bei den Wahlen 2009, 2014 und 2019 wurde er wiedergewählt. Er war Mitglied der Fraktion Die Grünen/EFA und ab 2019 deren Erster stellvertretender Fraktionsvorsitzender. Er war zudem Vorsitzender der Europäischen Freien Allianz im Europaparlament.

## Jugend und Ausbildung
Smith wuchs in Schottland und in Saudi-Arabien auf, wo sein Vater beruflich tätig war. 1986 kehrte er nach Schottland zurück. Nach seiner Rückkehr begann er ein Studium der Rechtswissenschaften an der Universität Leeds und absolvierte ein Erasmus-Semester an der Universität Heidelberg. Später wechselte er zur Nottingham Law School, die zur Nottingham Trent University gehört, und schloss sein Studium 1996 ab. Parallel dazu wurde er am College of Europe in Natolin aufgenommen und studierte dort Europastudien (Jahrgang 1994/1995).
Nach Zwischenstationen als Englischlehrer in Indien und Mitarbeiter bei Scotland Europa in Brüssel zog Smith nach London, um dort als Rechtsanwalt bei der Großkanzlei Clifford Chance zu arbeiten.

## Politik
Nach seiner Tätigkeit in London wechselte Smith 2000 nach Edinburgh, um dort zunächst weiter als Rechtsanwalt zu arbeiten. Später wechselte er ins schottische Parlament, wo er für den Abgeordneten Richard Lochhead als Berater für Europa, Recht und Wirtschaft tätig war. Er trat der Scottish National Party (SNP) bei und kandidierte für die Partei bei den britischen Unterhauswahlen 2001 im Wahlkreis Edinburgh West, verpasste jedoch den Einzug. Auch eine Kandidatur im gleichen Wahlkreis bei den Wahlen zum Schottischen Parlament 2003 war nicht erfolgreich.

### Europaparlament
2004 nominierte ihn seine Partei für den zweiten Platz der Wahlliste für die Europawahl 2004, hinter Ian Hudghton. Die Partei gewann 19,7 Prozent der Stimmen und damit zwei Mandate im Wahlkreis, eines für Smith. Er war damit der jüngste jemals gewählte schottische Europaabgeordnete. Er trat, wie sein SNP-Kollege Hudghton, der Fraktion Die Grünen/EFA bei. In der 6. Legislaturperiode (2004–2009) war Smith für seine Fraktion Mitglied im Ausschuss für regionale Entwicklung (2004–2007) und Ausschuss für Landwirtschaft und ländliche Entwicklung (2007–2009). Des Weiteren war Smith stellvertretendes Mitglied im Ausschuss für Industrie, Forschung und Energie.
Bei der Europawahl 2009 wurde Smith erneut gemeinsam mit Ian Hudghton wiedergewählt. In der 7. Legislaturperiode (2009–2014) war Alyn Smith Mitglied im Ausschuss für Landwirtschaft und ländliche Entwicklung sowie im Sonderausschuss zur Finanz-, Wirtschafts- und Sozialkrise. Des Weiteren war er stellvertretendes Mitglied im Ausschuss für Kultur und Bildung (2009–2012), im Ausschuss für konstitutionelle Fragen (2009–2012), sowie im Ausschuss für Industrie, Forschung und Energie (2012–2014). Für seine Arbeit im Ausschuss für Landwirtschaft in der 6. und 7. Legislaturperiode erhielt Smith auf der Highland Show 2009 den Preis des Scottish Farmer Magazine für seinen „Herausragenden Beitrag für die schottische Landwirtschaft“.
Auch bei der Europawahl 2014 wurde Alyn Smith gemeinsam mit seinem SNP-Kollegen Ian Hughton wiedergewählt. In der 8. Legislaturperiode (2014–2019) verlegte er seinen Arbeitsschwerpunkt im Parlament auf die Außenpolitik und wurde Mitglied im Ausschuss für auswärtige Angelegenheiten. Als stellvertretendes Mitglied war er von 2014 bis 2017 im Ausschuss für Landwirtschaft und ländliche Entwicklung sowie von 2017 bis 2018 im Ausschuss für bürgerliche Freiheiten, Justiz und Inneres.

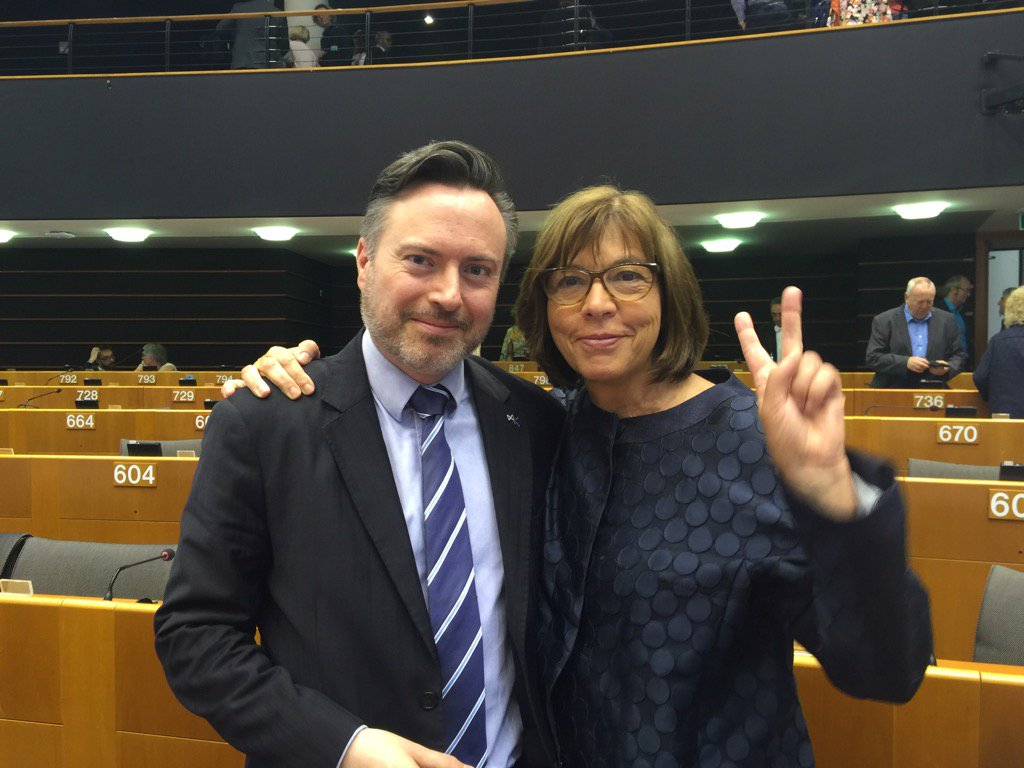
Alyn Smith mit Fraktionskollegin Rebecca Harms (2016)

Smith wurde bekannt für seine Rede „Scotland did not let you down. Please do not let Scotland down now.“ („Schottland hat euch nicht im Stich gelassen. Lasst jetzt eurerseits Schottland nicht im Stich.“) vor dem Europäischen Parlament am 28. Juni 2016, mit dem er auf das schottische Abstimmungsverhalten im Rahmen des Referendum über den Verbleib des Vereinigten Königreichs in der Europäischen Union hinwies und europäische Unterstützung für die schottischen Sezessionsbestrebungen einforderte. Am 27. März 2019 hielt Alyn Smith eine kurze Rede im Parlament, in der er betonte, dass Schottland im Falle eine Brexits entgegen dem demokratisch ausgedrückten Willen der Schottinnen und Schotten austreten müsse und dass bei einer Unabhängigkeit Schottlands ein (Wieder-)Eintritt in die EU notwendig sei. Die Rede wurde stark medial rezipiert, insbesondere Smiths Abschluss: „I'm asking you to leave a light on so we can find our way home.“ („Ich bitte Sie, ein Licht anzulassen, sodass wir unseren Weg nach Hause finden.“)
Für die Europawahl 2019 trat sein Kollege Ian Hudghton nicht mehr an, sodass die SNP Smith für den ersten Listenplatz nominierte. Die SNP gewann deutlich an Stimmen hinzu, sodass erstmals drei SNP-Abgeordnete für das Europäische Parlament gewählt wurden: Neben Alyn Smith auch Christian Allard und Aileen McLeod. Bei der Konstituierung seiner angestammten Fraktion Die Grünen/EFA wählten ihn die Mitglieder zum „Ersten stellvertretenden Vorsitzenden“ neben sechs weiteren Stellvertretern. Die Abgeordneten der EFA-Gruppe wählten ihn zum Vorsitzenden der Europäischen Freien Allianz. In der 9. Legislaturperiode war Smith wieder Mitglied im Ausschuss für auswärtige Angelegenheiten sowie stellvertretendes Mitglied im Ausschuss für Landwirtschaft und ländliche Entwicklung.

### Britisches Unterhaus
Bei der Wahl zum britischen Unterhaus im Dezember 2019 kandidierte Smith im Wahlkreis Stirling, wo es ihm gelang, mit einem gezielten Anti-Brexit-Wahlkampf den amtierenden Abgeordneten Stephen Kerr von den Tories zu schlagen und das Mandat für seine Partei zurückzuerobern. Innerhalb seiner Fraktion ist Smith zuständig für Fragen der Außenpolitik. Seinen Sitz im Europäischen Parlament gab Smith mit seinem Wechsel ins Unterhaus auf, Nachrückerin wurde Heather Anderson.

## Privat
Smith wohnt mit seinem Lebensgefährten in Edinburgh.